# Kaivah
Kaivah är en klan i Liberia. Den ligger i regionen Montserrado County, i den västra delen av landet, 14 km norr om huvudstaden Monrovia.